# オーバーランド (自動車メーカー)
オーバーランド（AUVERLAND）は、フランスの四輪駆動車（軍用車）メーカーである。2005年にパナールを買収した後、社名をパナール ジェネラル ディフェンス（Panhard General Defense）へ変更している。
- 「AUVERLAND」のフランス語での発音により忠実なカナ表記は「オーヴェルラン」であるが、本稿では日本で一般的な表記である「オーバーランド」を用いる。

## 概要
農耕用四輪駆動車・クルニル (Cournil) を生産していたセミ（Société Internationale de Matériel Industriel）社を買収し、フランス中部（ロワール県）の町・サンジェルマンラバルで、四輪駆動車専業メーカー・オートランド（AUTOLAND）として1984年に創業される。当初はクルニルの改良型の製造/販売に留まっていたが、社名をAUVERLAND S.A.に改めた後、自社設計モデルの開発に着手した。
生産能力は年間数百台レベルの、いわゆる少量生産メーカーであるため、創業当初よりエンジンはプジョーやイヴェコ等から供給を受け、自社製の車体に組み合わせる製造手法を採用した。悪路走破性を重視したシャシー（サスペンション）設計が特徴で、特殊架装モデルも得意とした。
当初は軍用あるいは公官庁向けのモデルだけでなく、シビリアン（民間）モデルも積極的に製造・販売し、1990年には総輪駆動トラックメーカーのソバマグ（SOVAMAG）社を買収するなど、ラインナップの拡充にもつとめた。しかし軍用モデルの製造・販売に特化するため、2001年にシビリアンモデルの販売中止が決定された。
2005年1月にはPSA・プジョーシトロエングループ傘下にあり、軍用車両メーカーとして実績のあるパナールを買収する。その後、2005年12月30日に社名をオーバーランド（当時の正式名称はS.N.A.A.=Société Nouvelle des Automobiles Auverland）からパナール ジェネラル ディフェンス（Panhard General Defense）へと変更し、フランス唯一の総輪駆動車専業メーカーとして活動していた。
2012年10月にはボルボ・グループのルノートラックに6250万ユーロで売却され、現在は完全にオーバーランドの名前が消えた。
代表モデルのA3の他、ライトアーマーのA4がPVP（Petit Véhicule Protégé = Small Protected Vehicle)として、仏軍に採用されている。
また一部はヨーロッパやアフリカ諸国などへ輸出され、チェコ（AVIA：1994〜1996年）とブラジル（JPX do Brasil Ltda：1993〜2002年）ではA3がライセンス生産された。オーバーランド社としての総生産台数はおよそ9,500台（両）、ミリタリーモデルは世界40以上の軍隊で使用されている。
なお日本には、1988年に2台のA3（ガソリンとディーゼルモデルの各1台、シビリアンモデル）が輸入され、いずれも現存する。

## 主な車種
シビリアンモデル
- A :（クルニルのオーバーランド版モデル）
- A2 :（A型の小改良モデル）
- A3 :（オーバーランド社にとって初となる独自設計の小型四輪駆動車）
- A3L/A3SL :（A3のロングホイールベースモデルでダブルキャブのピックアップモデルも存在した）
- A4 :（現行軍用モデルのA4とは異なる、A3Lベースの4ドアハードトップモデル）

ミリタリーモデル
- A3 :（民間型A3の軍用モデル）
- A3L/A3SL :（A3の軍用ロングホイールベースモデル）
- A3F :（A3の軍用エアポータブルモデル）
- A4 : （軍用軽装甲モデル）
- A5 : （軍用軽装甲モデル）
- TC10 :（旧ソバマグ社の設計による四輪駆動トラック）
- TC24 :（旧ソバマグ社の設計による四輪駆動トラック）